# گجرات (شهر)
گجرات (به انگلیسی: Gujrat City) یک منطقهٔ مسکونی در پاکستان است که در پنجاب واقع شده‌است.